# Dobromierz (Neder-Silezië)
Dobromierz (Duits: Hohenfriedeberg) is een dorp in het Poolse woiwodschap Neder-Silezië, in het district Świdnicki (Neder-Silezië). De plaats maakt deel uit van de gemeente Dobromierz en telt 800 inwoners.
De plaats was op 4 juni 1745 het toneel van een veldslag tussen het Pruisische leger en dat van Oostenrijk tijdens de Tweede Silezische Oorlog. De slag werd een overwinning voor Pruisen.

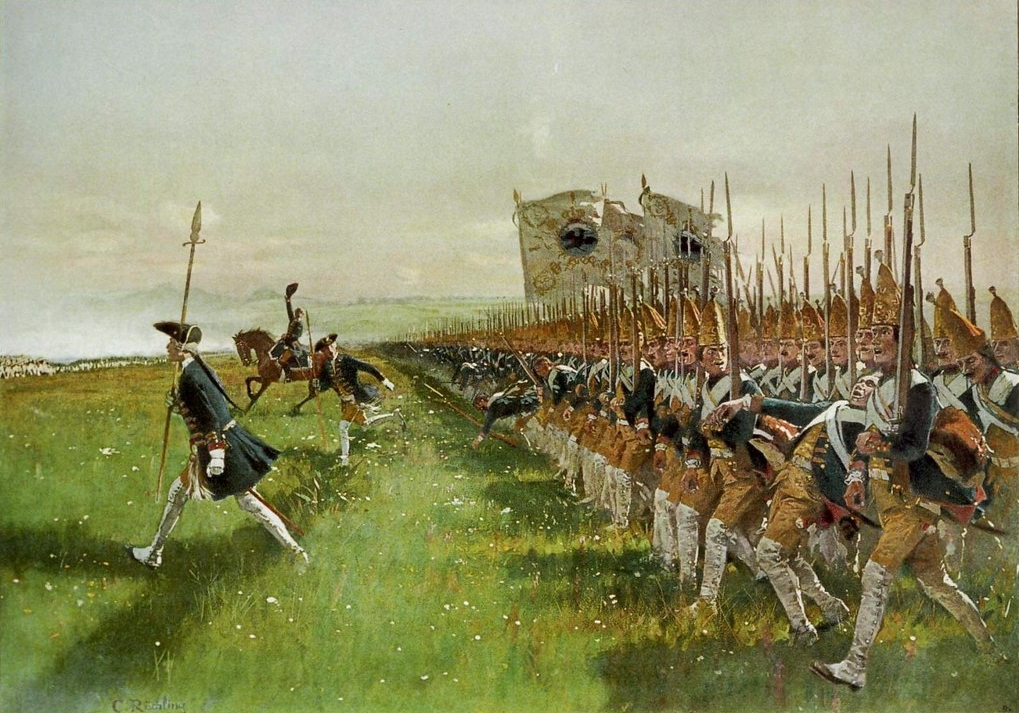
Aanval door het Pruisische Infanterieregiment in de slag bij Hohenfriedberg. Historiestuk door Carl Röchling (1855-1920)